# Ernobius angelinii
Ernobius angelinii is een keversoort uit de familie klopkevers (Anobiidae). De wetenschappelijke naam van de soort is voor het eerst geldig gepubliceerd in 1991 door Lohse.